# Али ибн Зайнаб
Али ибн Абу аль-Ас (араб. أُعلي بن أبي العاص بن الربيع‎; Мекка — 630-е) — внук исламского пророка Мухаммеда и Хадиджи через их старшую дочь Зайнаб, и поэтому также известен как Али ибн Зайнаб. В день завоевания Мекки Пророк Мухаммед ехал с ним верхом.

## Родословная
Его отец: Абу аль-Ас ибн ар-Раби, которого также называли Хушайм или Ясир. Его мать: Зайнаб бинт Мухаммад — дочь исламского пророка Мухаммеда, и сестры Фатимы аз-Захры, владычицы женщин миров, а мать Зайнаб: мать верующих Хадиджа бинт Хувайлид. Зайнаб умерла в 7 году хиджры или в 8 году хиджры. Его сестрой по отцу и матери была Умама бинт Зайнаб, на которой четвёртый Праведный халиф Али ибн Абу Талиб женился после смерти смерти Фатимы аз-Захры:164:13, 162.

## Жизнь
Али кормила грудью Бану Гадира, поэтому пророк Мухаммад, забрал его к себе. В то время его отец был многобожником. Пророк Мухаммад сказал: «Кто бы ни разделил со мной моих детей, у меня больше прав на них, чем у него. И если многобожник делит что-либо с мусульманином, то у мусульманина больше прав на это, чем у него». В другом повествовании: Его кормили грудью в Бани Гадира. Пророк Мухаммад, отделил его от них, а Абу аль-Ас был многобожником в Мекке, и он сказал: «Кто бы ни поделился со мной чем-либо, у меня больше прав на это, чем у него». 
Арабский историк Ибн аль-Асир писал: «Когда Посланник Аллаха, да благословит его Аллах и приветствует, вошел в Мекку в день завоевания, он велел Али ехать позади себя». Другой  мусульманский историк Ибн Хаджар аль-Аскаляни написал: «Пророк, да благословит его Аллах и приветствует, велел ему ехать позади себя на своем коне в день завоевания». Также историк Ибн Асакир указал: «Посланник Аллаха, да благословит его Аллах и приветствует, велел ему ехать позади себя на своем коне в день завоевания, и он вошёл в Мекку верхом». 

## Смерть
Аз-Зубайр сказал: «Омар ибн Абу Бакр аль-Маусили рассказал мне: Али ибн Аби аль-Аас умер, когда приближался к половой зрелости». Ибн Манда сказал: «Он умер, когда был маленьким мальчиком, при жизни Пророка, да благословит его Аллах и приветствует». Ибн аль-Асир сказал: «Али умер, когда приближался к половой зрелости, при жизни Посланника Аллаха, да благословит его Аллах и приветствует». Ибн Асакир сказал: «Некоторые из знатоков генеалогии упоминали, что он был убит в день Битвы при Ярмуке».